# Крвни сродник
Kрвни сродник је важан појам у изучавању родослова и проналажењу корена, као и упознавању породице. Сам назив указује на крвну, родитељску везу. Формирање крвног сродства скопчано је са пуно труда, знања. С обзиром на начин настанка сродства, може се говорити о крвном, сродству по усвајању, по тазбини (по жениној или мужевљевој породици), духовном итд.
Крвно сродство је веза по крвној линији, односно сродничка веза која настаје рођењем и представља природну везу између два или више лица. То значи да сви чланови једног крвног сродства имају заједничког претка и сачињавају једно крвно стабло. Ако би свако пошао од себе, сродничка линија би могла да се препозна на следећи начин:

отац и мајка су моји родитељи
деда и баба су мајчини и очеви родитељи 
прадеда и прабаба су дедини и бабини родитељи по обе линије
Сви који су крвно везани имају заједничког претка, који може да буде ближи и даљи крвни сродник, зависно од степена сродства. Да би могла да се прати генеза повезаности потребна је основа за рачунање степена (коленима) сродства. Разликујемо:
- директно крвно сродство или директна крвносродничку везу - настаје од лица која потичу једна од другог. Нпр. по линији мајка-ћерка-унука или отац-син-унук. Крвни сродници, који су у директном крвном сродству образују лозу, односно директну или праву крвну линију.
- побочно крвно сродство - настаје од лица која потичу од истог, заједничког претка. Нпр. два брата, која имају оба или само једног заједничког родитеља. Крвни сродници по побочној линији образују побочну крвну линију.

Број степена крвног сродства рачуна се по броју рођења. Два крвна сродника су у оном степену сродства, колико их рођења дели. Нпр.
- оца и сина дели једно рођење, рођење сина, те се они налазе у првом степену сродства у правој линији.
- брата и сестру деле два рођења, па су у том смислу они у другом степену сродстава у побочној линији
- мајку и унука деле два рођења и они су у другом степену сродства у правој линији